# 152
Glej tudi: število 152
152 (CLII) je bilo prestopno leto, ki se je po julijanskem koledarju začelo na petek.

## Dogodki
- 1. januar